# NightWash

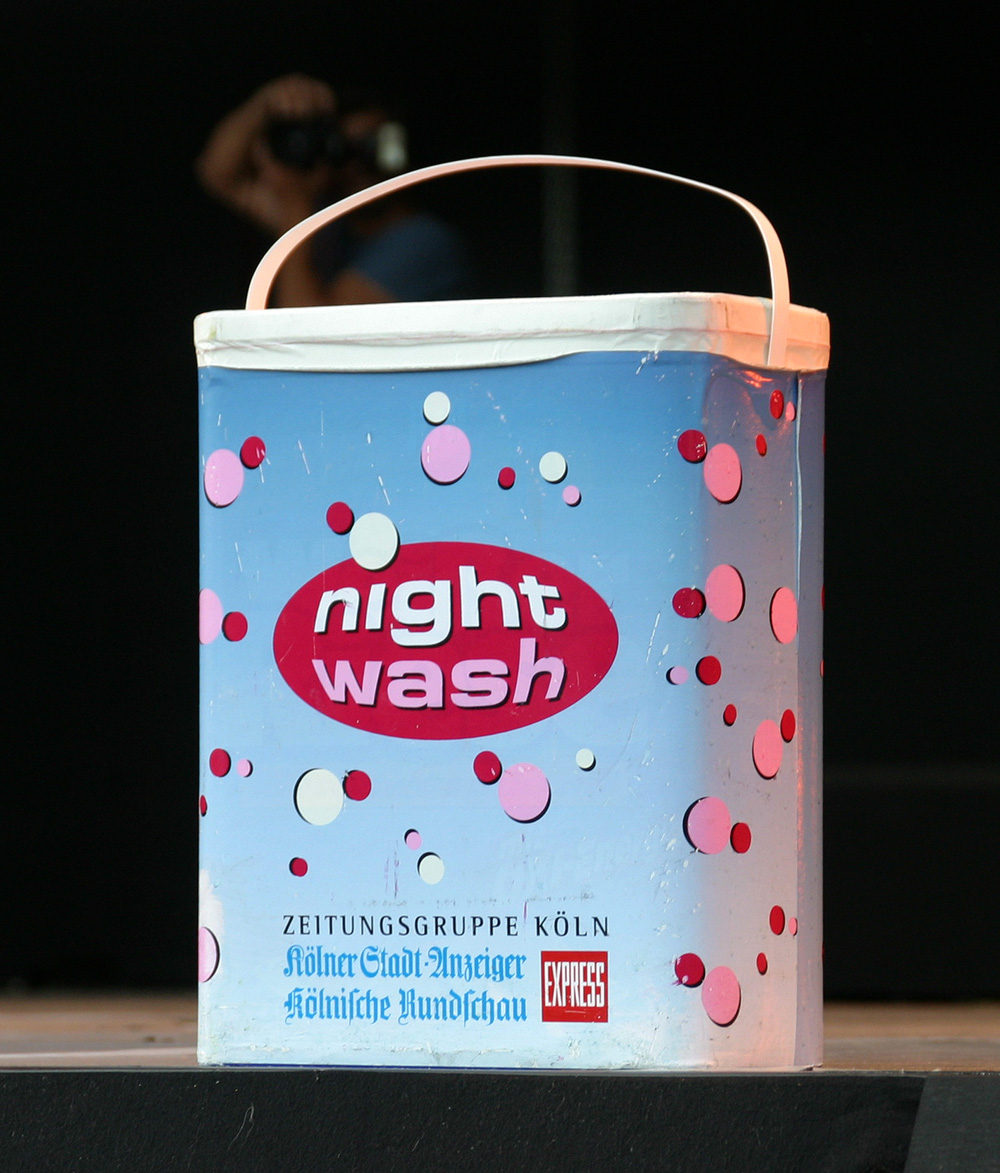
Dekoration bei einer NightWash-Liveshow in Köln 2006

NightWash ist ein deutsches Comedyformat, bei dem junge Nachwuchskünstler und neue Stand-up-Comedians die Chance haben, mit ihrem Programm vor Publikum aufzutreten.
Das Ungewöhnliche und Namensgebende an NightWash ist der Aufnahmeort, ein Waschsalon. Dessen Fensterfront fungiert als Hintergrund der Bühne, das Publikum sitzt hingegen vor oder auf den Waschmaschinen.
NightWash wurde bis Herbst 2017 jeden Donnerstag um 20:15 Uhr auf One ausgestrahlt. Im Herbst 2019 lief das Format im Spätprogramm auf Sat.1 und soll ab dem 28. März 2024 donnerstags um 22:15 Uhr auf RTL Zwei neu aufgelegt werden.

## Geschichte
NightWash wurde von 2001 bis 2006 im WDR Fernsehen und im Ersten (eine Staffel lang ab Oktober 2003) ausgestrahlt. Veranstaltungsort bis 2007 war ein Waschsalon im Belgischen Viertel in Köln.
Von Januar 2007 bis Oktober 2009 wurde die Sendung auf Comedy Central ausgestrahlt. Mit der zweiten Staffel (seit September 2007) auf Comedy Central wurden die Sendungen zunächst im Kölner Gloria-Theater aufgezeichnet. Als Grund hierfür nannte der Moderator Klaus-Jürgen Deuser zu Anfang der neuen Staffel die Schließung des zuvor genutzten Waschsalons. Die meisten der aus dem Waschsalon bekannten Stilelemente – wie die Band oder der Wischtisch mit den VIP-Gästen (meist eine Clique von NightWash-Fans) – wurden beibehalten.

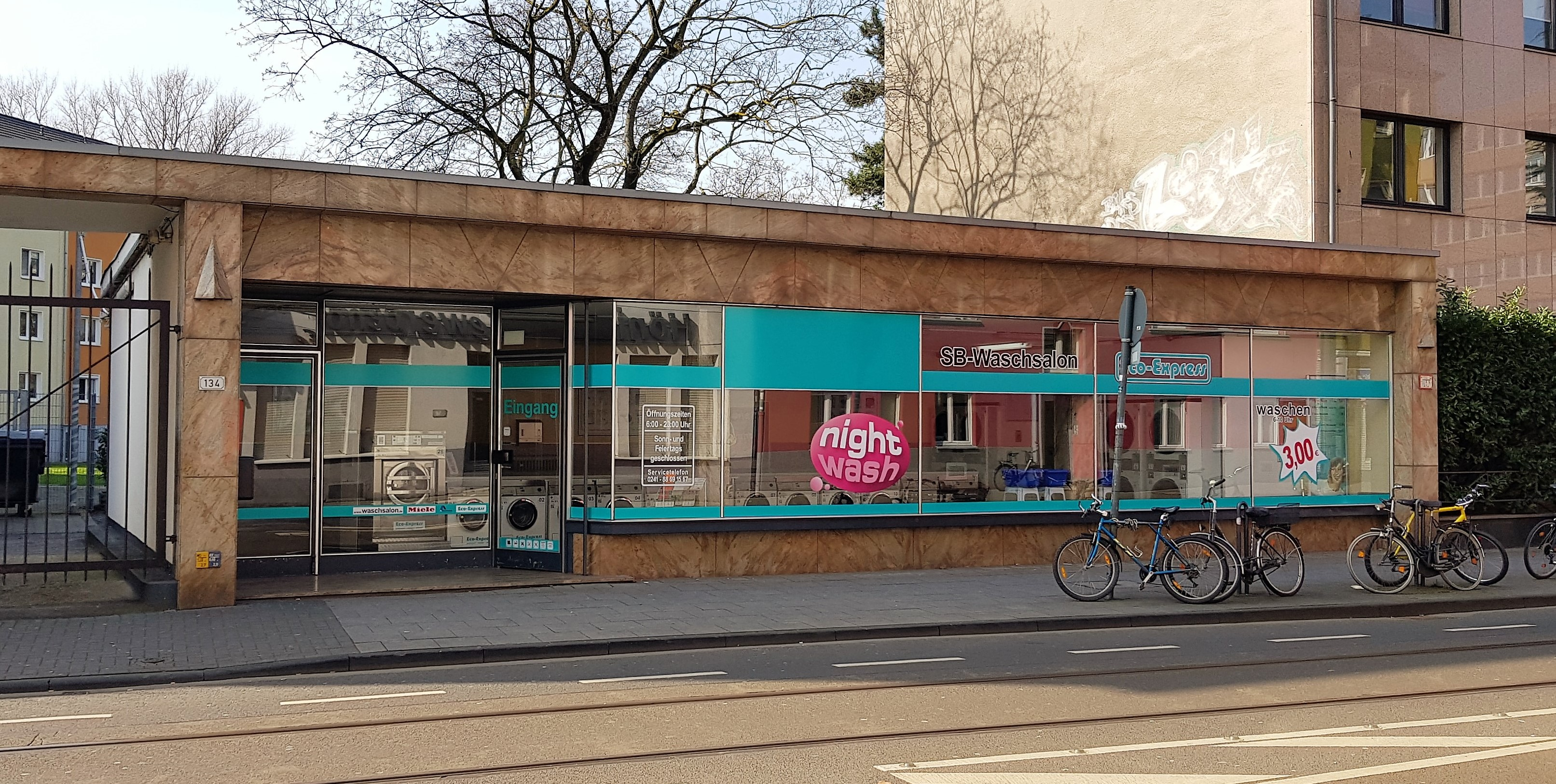
Der seit 2009 für NightWash genutzte Waschsalon am Höninger Weg in Köln-Zollstock.

Seit dem Wechsel zum Fernsehsender One im November 2009 wird die Sendung in einem Waschsalon im Kölner Stadtteil Zollstock aufgezeichnet.
Die Fernsehshow wurde elf Jahre lang von Klaus-Jürgen Deuser moderiert, bevor dieser von Luke Mockridge beerbt wurde. Zusammen mit dem Moderationswechsel durch Mockridge übernahm Uli Grewe die Rolle des musikalischen Sidekicks. Sendungen mit Mockridge wurden ab dem 26. September 2013 ausgestrahlt. Von 2016 bis 2018 moderierte Tahnee Schaffarczyk das Comedyformat, anschließend war Simon Stäblein bis 2022 der Moderator. Seit 2023 wird die Sendung von Luisa Charlotte Schulz moderiert. Nach Das Lumpenpack sorgte Sven Bensmann und mittlerweile Ben Schafmeister für die musikalische Begleitung. Durch die auf Sat.1 ausgestrahlten Ausgaben führte im Herbst 2019 Atze Schröder. In der Neuauflage auf RTL Zwei ab dem 28. März 2024 moderieren wechselnde Comedians die Show.
Einige Comedians wie Hennes Bender, Mario Barth, Heinz Gröning oder Ausbilder Schmidt hatten bei NightWash ihre ersten Fernsehauftritte.

## Fernsehsendungen
- NightWash: Das ursprüngliche Format, gesendet aus einem Waschsalon
- NightWash Schleudergang: Unter dem Titel „NightWash Schleudergang – das Beste aus dem Waschsalon“ sendet Einsfestival seit Dezember 2009 Best ofs des Comedy-Formats.
- NightWash Special: NightWash Special ist eine Weiterentwicklung des Comedy-Formats NightWash. Erfinder und Moderator Klaus-Jürgen Deuser präsentierte hier jeweils einen Comedian, der einen Teil seines Soloprogramms in einem halbstündigen Bühnenprogramm live vor Publikum spielt. Die Bühnenshow wurde für das Fernsehen aufgezeichnet und wird regelmäßig auf Comedy Central ausgestrahlt.
- NightWash Ultra: NightWash Ultra ist ein spezielles Format ohne Moderation in der Wäscherei. Dort treten nur die Künstler auf, die im Fernsehen aufgrund der Sendezeit nicht gezeigt werden konnten. Der Moderator Klaus-Jürgen Deuser und „Die Band“ Alex Flucht machen zwischen den Auftritten kürzere Übergänge, in welchen sie zum Beispiel beim Einkaufen oder Frühstücken gezeigt werden. Mitschnitte der einzelnen Shows werden auf video.nightwash.de und der Comedy-Plattform MySpass.de gezeigt.

## Veranstaltungen außerhalb des Fernsehens
- NightWash Club: Neben der Fernsehsendung tourt NightWash auch mit einer Live Show mit wechselndem Programm durch ganz Deutschland und hat ein einzigartiges deutschlandweites Clubsystem aufgebaut. Mittlerweile gibt es NightWash Clubs in 21 deutschen Städten.
- NightWash on Tour: Neben den Clubs geht NightWash ein- bis zweimal im Jahr auf Deutschland-Tour. Auf den Touren wird die Show von Klaus-Jürgen Deuser und seiner „Band“ Alex Flucht präsentiert. Die Auftritte erfolgen vor etwa 500 Zuschauern.[14]
- NightWash Live: Seit Anfang 2008 gibt es wieder einen Waschsalon in Köln, jetzt im Stadtteil Zollstock (Eco-Express Waschsalon auf dem Höninger Weg 134), in dem alle paar Wochen eine NightWash-Show stattfindet.

## Auszeichnungen
- 2016 Deutscher Comedypreis für Beste Stand Up-Show (One)